# John P. Kennedy
John Pendleton Kennedy, född 25 oktober 1795 i Baltimore, Maryland, död 18 augusti 1870 i Newport, Rhode Island, var en amerikansk författare och politiker (whig). Han representerade delstaten Marylands fjärde distrikt i USA:s representanthus 1838–1839 och 1841–1845. Han tjänstgjorde som USA:s marinminister i Millard Fillmores kabinett 1852–1853. Han var bror till politikern Anthony Kennedy.
Kennedy deltog i 1812 års krig som frivillig. Han studerade sedan juridik och inledde 1816 sin karriär som advokat i Baltimore. Utöver sin advokatpraktik gjorde Kennedy en framgångsrik karriär som romanförfattare. Hans främsta verk Swallow Barn utkom 1832. Han använde ibland pseudonymen Mark Littleton, speciellt då han skrev i genren politisk satir. Även Swallow Barn publicerades under författarnamnet Mark Littleton.
Kongressledamoten Isaac McKim avled 1838 i ämbetet. Kennedy fyllnadsvaldes till representanthuset men han lyckades inte hålla sitt mandat i kongressvalet 1838. Han vann sedan i kongressvalet 1840 och omvaldes 1842. Han kandiderade 1844 utan framgång till omval. Kennedy var 1846 talman i Maryland House of Delegates, underhuset i delstatens lagstiftande församling.
Kennedy efterträdde 1852 William Alexander Graham som marinminister. Han efterträddes 1853 av James C. Dobbin. Kennedy fortsatte sedan sin karriär som författare. Han var anglikan och han gravsattes på Green Mount Cemetery i Baltimore.